# Унисфера
Унисфе́ра (англ. Unisphere) — стальная модель земного шара, расположенная в парке «Флашинг-Медоус–Корона» в боро Куинс в Нью-Йорке.
Унисфера была спроектирована ландшафтным архитектором Гилмором Кларком для всемирной выставки 1964—1965 годов, проводившейся в Нью-Йорке. Она была призвана символизировать девиз выставки: «Мир через понимание» (англ. Peace through understanding). Расположенная вокруг сооружения система фонтанов была разработана компанией Кларка Clarke & Rapuano совместно с объединением Hamel & Langer. Средства на создание Унисферы были выделены корпорацией U.S. Steel. Её монтаж проводился специалистами компании American Bridge Company.
В качестве основного материала была выбрана нержавеющая сталь. Орбитальные кольца, окружающие Унисферу, прикреплены к ней с помощью авиационных тросов. Совокупная протяжённость меридианов, параллелей и орбитальных колец составляет около 2,4 км. Общая масса Унисферы составляет около 400 тонн, высота — 42,7 м, ширина — 36,6 м. Масса её 6-метрового основания составляет 70 тонн. Диаметр окружающего Унисферу бассейна — 94,5 м. Его бортик выполнен из розового гранита. Вокруг Унисферы расположено 96 сдвоенных фонтанов, выбрасывающих воду на 6-метровую высоту.
С 1989 по 1994 год архитектурный комплекс находился на реконструкции. Её стоимость превысила 3 млн $. В 1995 году комиссия Нью-Йорка по охране достопримечательностей присвоила Унисфере статус городской достопримечательности.

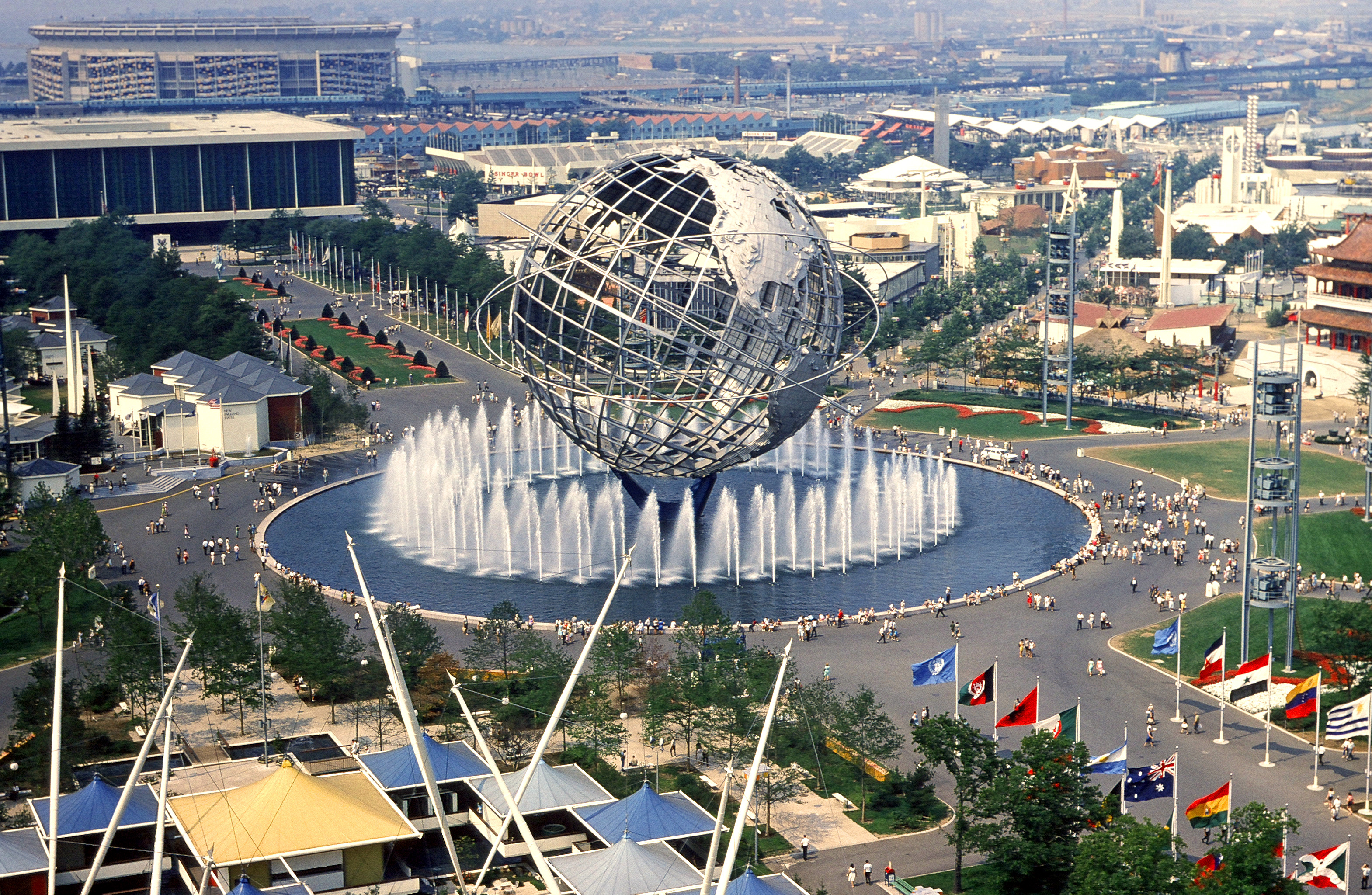
Унисфера в августе 1964 года
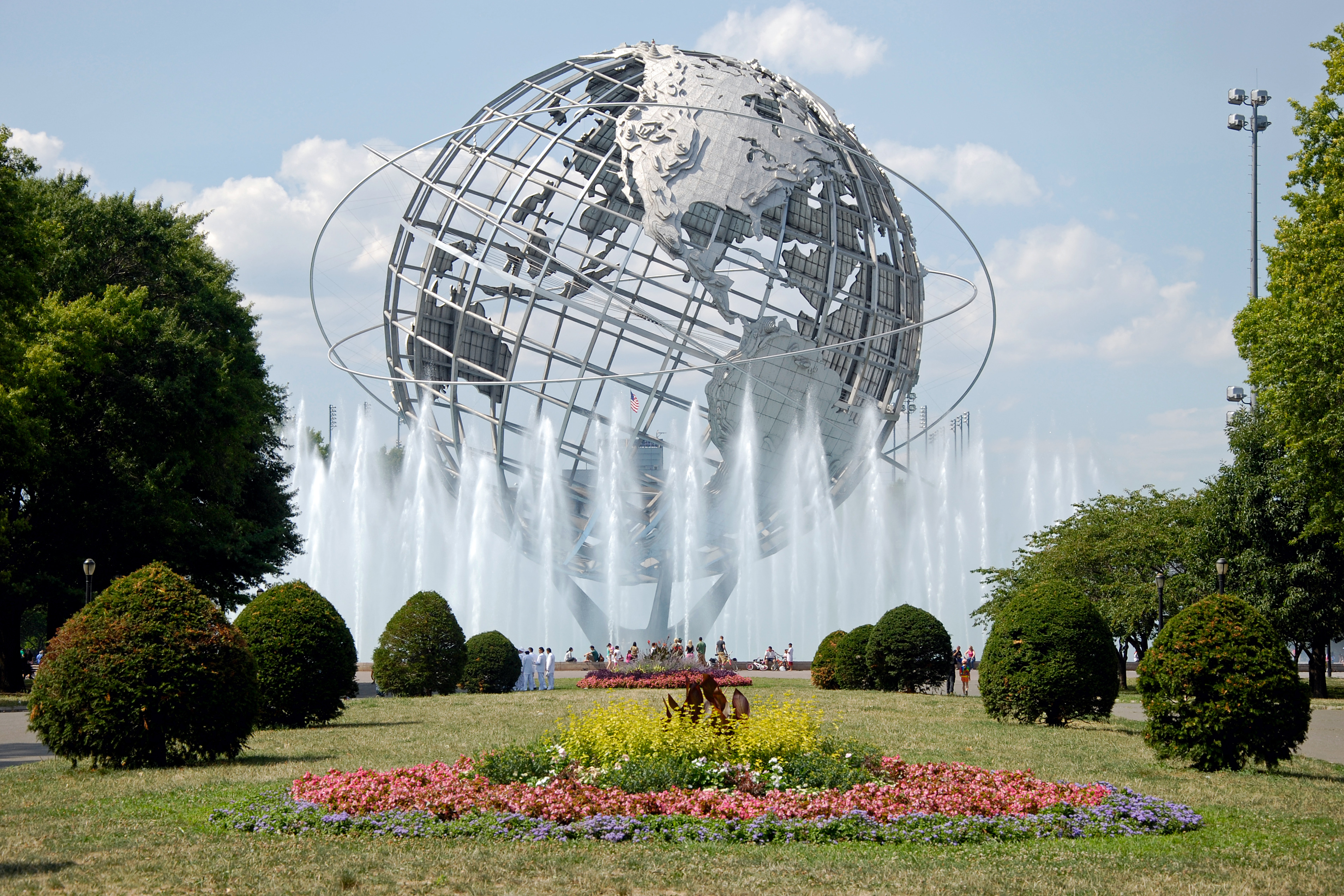
В августе 2010 года